# Alcis
Alcis là một chi bướm đêm thuộc họ Geometridae.

## Các loài
- Alcis angulifera (Butler, 1878)
- Alcis bastelbergeri (Hirschke, 1908)
- Alcis caucasica (Wehrli, 1928)
- Alcis cockaynei Prout
- Alcis colorifera Prout
- Alcis depravata (Staudinger, 1892)
- Alcis extinctaria (Eversmann, 1851)
- Alcis granitaria (Moore, 1888)
- Alcis hemiphanes Prout
- Alcis jubatus – Dotted Carpet (Thunberg, 1788)
- Alcis maculata (Moore, [1868])
- Alcis medialbifera Inoue, 1972
- Alcis moesta (Butler, 1881)
- Alcis nigridorsaria (Guenée, 1857)
- Alcis nigrifasciata (Warren, 1893)
- Alcis nilgirica Hampson
- Alcis nobilitaria (Staudinger, 1892)
- Alcis paghmana Wiltshire, 1967
- Alcis periphracta (Prout, 1926)
- Alcis picata (Butler, 1881)
- Alcis praevariegata (Prout, 1926)
- Alcis pryeraria (Leech, 1897)
- Alcis repandata – Mottled Beauty (Linnaeus, 1758)
- Alcis semiclarata Walker
- Alcis semiochrea Prout
- Alcis shivae Wiltshire, 1967
- Alcis songarica (Alphéraky, 1883)
- Alcis subrepandata Staudinger, 1897
- Alcis subtincta Warren
- Alcis tricotaria (Felder, 1867)
- Alcis variegata (Moore)

## Hình ảnh

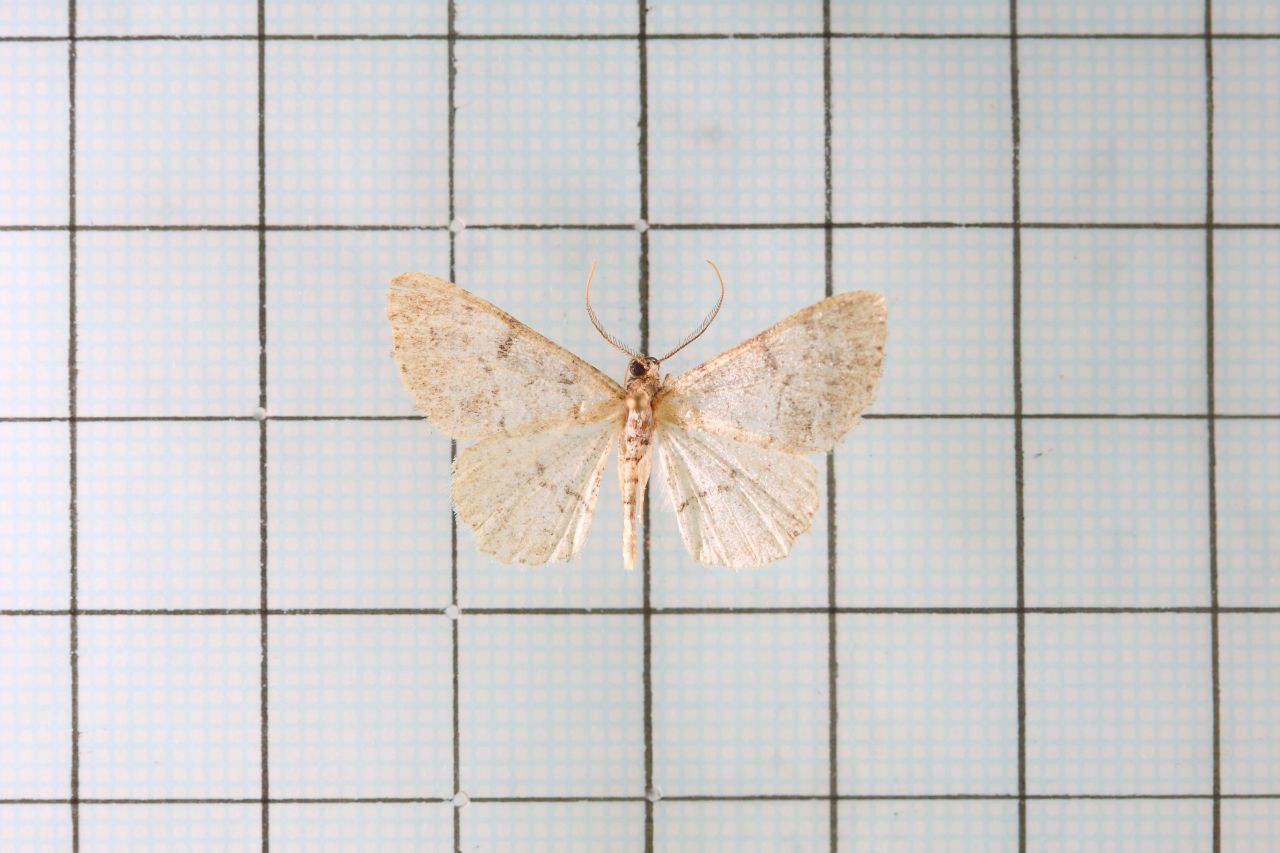
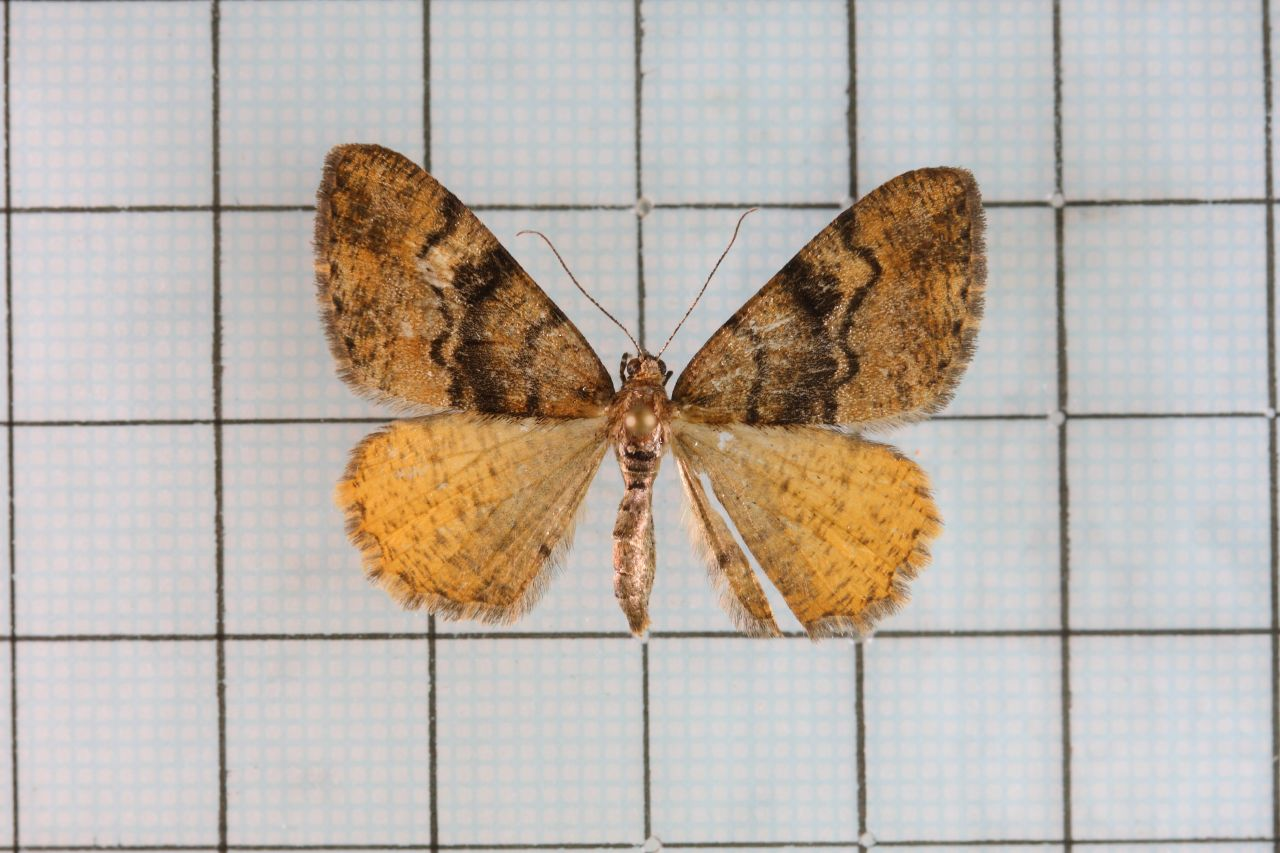
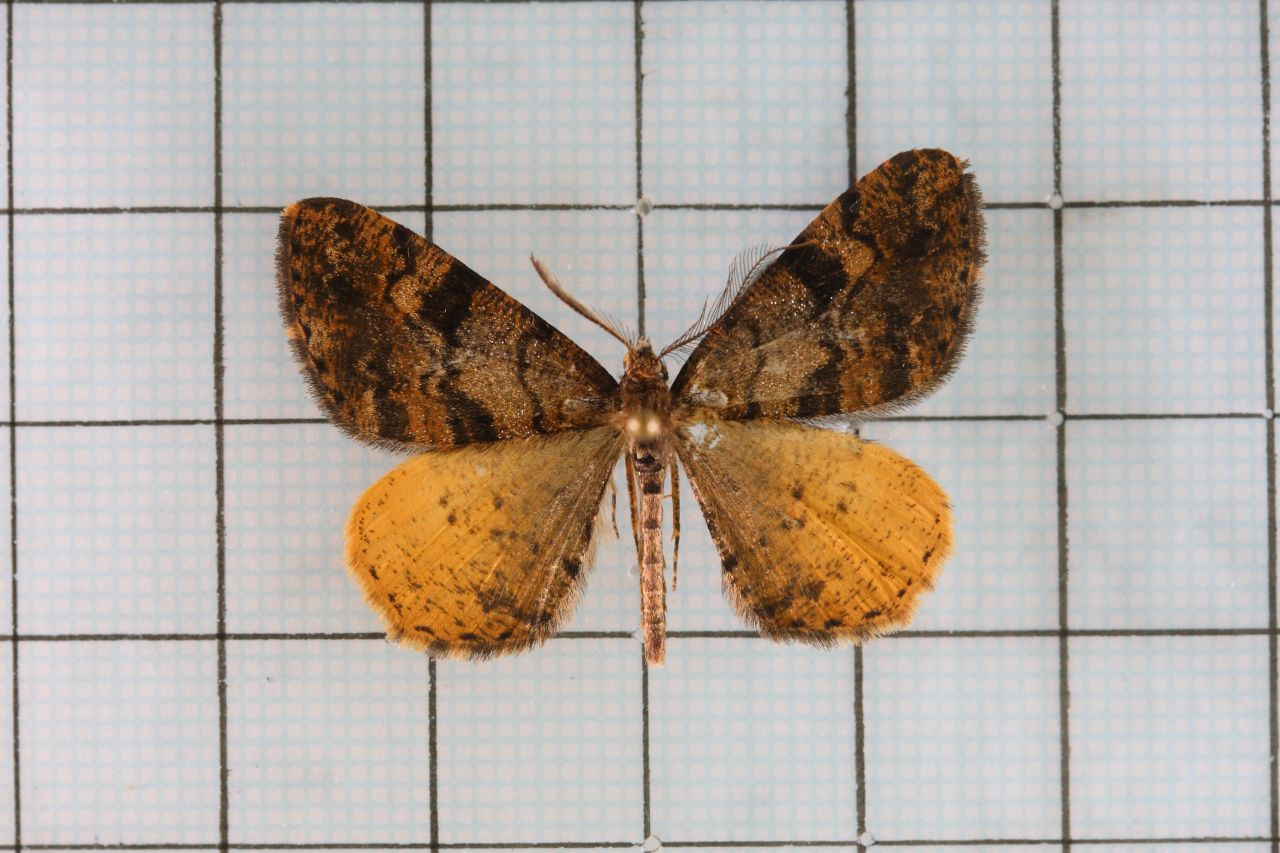